# U-175 (tàu ngầm Đức)
U-175 là một tàu ngầm tấn công  Lớp Type IX thuộc phân lớp Type IXC được Hải quân Đức Quốc Xã chế tạo trong Chiến tranh Thế giới thứ hai. Nhập biên chế năm 1941, nó đã thực hiện được ba chuyến tuần tra và đánh chìm được mười tàu buôn với tổng tải trọng 40.619 GRT. Trong chuyến tuần tra cuối cùng, U-175 bị các tàu cutter USCGC Spencer và USCGC Duane thuộc lực lượng Tuần duyên Hoa Kỳ đánh chìm trong Đại Tây Dương vào ngày 17 tháng 4, 1943.

## Thiết kế và chế tạo

### Thiết kế
Thiết kế của tàu ngầm Type IXC có kích thước hơi nhỉnh hơn so với phân lớp Type IXB dẫn trước. Chúng có trọng lượng choán nước 1.120 t (1.100 tấn Anh) khi nổi và 1.232 t (1.213 tấn Anh) khi lặn. Con tàu có chiều dài chung 76,76 m (251 ft 10 in), lớp vỏ trong chịu áp lực dài 58,75 m (192 ft 9 in), mạn tàu rộng 6,76 m (22 ft 2 in), chiều cao 9,60 m (31 ft 6 in) và mớn nước 4,70 m (15 ft 5 in).
Chúng trang bị hai động cơ diesel MAN M 9 V 40/46 siêu tăng áp 9-xy lanh 4 thì, tổng công suất 4.400 PS (3.200 kW; 4.300 bhp), dẫn động hai trục chân vịt đường kính 1,92 m (6,3 ft), cho phép đạt tốc độ tối đa 18,3 kn (33,9 km/h), và tầm hoạt động tối đa 13.450 nmi (24.910 km) khi đi tốc độ đường trường 10 kn (19 km/h). Khi đi ngầm dưới nước, chúng sử dụng hai động cơ/máy phát điện Siemens-Schuckert 2 GU 345/34 tổng công suất 1.000 PS (740 kW; 990 shp). Tốc độ tối đa khi lặn là 7,3 kn (13,5 km/h), và tầm hoạt động 63 nmi (117 km) ở tốc độ 4 kn (7,4 km/h). Con tàu có khả năng lặn sâu đến 230 m (750 ft).
Vũ khí trang bị có sáu ống phóng ngư lôi 53,3 cm (21 in), bao gồm bốn ống trước mũi và hai ống phía đuôi, và mang theo tổng cộng 22 quả ngư lôi 53,3 cm (21 in). Tàu ngầm Type IX trang bị một hải pháo 10,5 cm (4,1 in) SK C/32 với 110 quả đạn, một pháo phòng không 3,7 cm (1,5 in) SK C/30 và hai pháo phòng không 2 cm (0,79 in) C/30. Thủy thủ đoàn bao gồm 4 sĩ quan và 44 thủy thủ.
Như một phần của sự cải tiến từ phân lớp IXB lên phân lớp IXC, U-175 có khả năng mang thêm 43 tấn nhiên liệu, nâng dung lượng nhiên liệu tổng cộng lên 208 tấn. Hệ thống động lực lớn và nặng hơn thế hệ trước, nên để duy trì sự cân bằng, phòng động cơ được tái bố trí ngay phía sau phòng điều khiển thay vì phía sau phòng ăn. Kính tiềm vọng trong phòng điều khiển cũng được loại bỏ, nên con tàu chỉ còn lại hai kính tiềm vọng đặt trong tháp chỉ huy.

### Chế tạo
U-175 được đặt hàng vào ngày 23 tháng 12, 1939, trong khuôn khổ Kế hoạch Z, một chương trình chế tạo hải quân với mục tiêu sở hữu 249 tàu U-boat cùng nhiều hạm tàu nổi khác vào năm 1948, một sự vi phạm rõ ràng đối với Thỏa thuận Hải quân Anh-Đức. Con tàu được đặt lườn tại xưởng tàu AG Weser của hãng DeSchiMAG ở Bremen vào ngày 30 tháng 1, 1941. Nó được hạ thủy vào ngày 2 tháng 9, 1941, và nhập biên chế cùng Hải quân Đức Quốc Xã vào ngày 5 hoặc 10 tháng 12, 1941.

## Lịch sử hoạt động

### Huấn luyện và chạy thử máy
Khi U-175 nhập biên chế, quyền chỉ huy con tàu được giao phó cho Đại úy Hải quân Heinrich Bruns. Bruns tốt nghiệp khóa sĩ quan hải quân năm 1931 và từng đảm nhiệm chỉ huy xuồng phóng lôi T3, vốn bị máy bay Anh đánh chìm gần Le Havre vào tháng 9, 1940. Sau khi chữa lành vết thương, ông phục vụ trên một tàu huấn luyện trước khi được điều sang lực lượng tàu ngầm vào đầu năm 1941. Kết thúc khóa huấn luyện chỉ huy U-boat, Bruns phục vụ một thời gian ngắn trên tàu ngầm U-75, được xác nhận là có đủ năng lực chỉ huy, và đảm nhận vai trò hạm trưởng U-175 lúc được 29 tuổi. Tình báo Hải quân Anh, trong quá trình thu thập thông tin về tính cách và tâm lý các hạm trưởng U-boat, cho rằng Bruns là người "nhiều tham vọng và thiếu thận trọng." Tuy nhiên thủy thủ dưới quyền sau này đã mô tả ông như một "sĩ quan nhân lành... quan tâm đến thuộc cấp nhiều hơn là sự hào nhoáng của điều lệ quân đội", là người "nghiêm khắc nhưng công bằng" và "tận tụy để con tàu được hoạt động hiệu quả."
Từ ngày 23 tháng 12, 1941 đến ngày 6 tháng 1, 1942, U-175 thuộc biên chế Chi hạm đội U-boat 4 khi nó tiến hành chạy thử máy nghiệm thu, cùng với bốn tàu ngầm khác nhập biên chế cùng vào lúc đó. Công việc hoàn tất và chiếc U-boat được chính thức nghiệm thu, rồi được gửi đến Gotenhafen (nay là Gdynia thuộc Ba Lan) để thực hành ngư lôi. Tuy nhiên thời tiết giá lạnh đã giữ chân con tàu tại đây cho đến cuối tháng 4. Sau khi hoàn tất việc thực hành kéo dài hai tuần ngoài khơi bờ biển Hela, Ba Lan trong tháng 5, con tàu trải qua tháng tiếp theo thực hành chiến thuật, khi một kính tiềm vọng bị hư hại khi con tàu trồi lên mặt nước bên dưới một thuyền buồm. Chiếc U-boat phải đi vào xưởng tàu tại Danzig (nay là Gdańsk thuộc Ba Lan) để sửa chữa. Sau đó nó thử nghiệm chế độ lặn im lặng tại vùng biển gần đảo Bornholm, Đan Mạch, nhưng con tàu bị đánh giá là "quá ồn ào".
Trong tháng 6 và tháng 7, U-175 tiến hành đợt chạy thử máy kéo dài sáu tuần lễ ngoài khơi Stettin (nay là Szczecin thuộc Ba Lan) cùng các tàu ngầm U-512 và U-181. Trong giai đoạn này thủy thủ đoàn lưu trú tại Doanh trại Hải quân Bredower. Khi công việc hoàn tất, chiếc U-boat nạp nhiên liệu và nhận lên tàu 15 quả ngư lôi điện cùng tám quả ngư lôi làm mát bằng không khí trước khi lên đường đi Kiel vào ngày 27 tháng 7. Vào khoảng thời gian này U-175 được điều sang Chi hạm đội U-boat 10 dưới quyền Thiếu tá Hải quân Günther Kuhnke để hoạt động trên tuyến đầu, cho dù việc này chỉ chính thức ghi nhận vào ngày 1 tháng 9.

### Chuyến tuần tra thứ ba – Bị mất

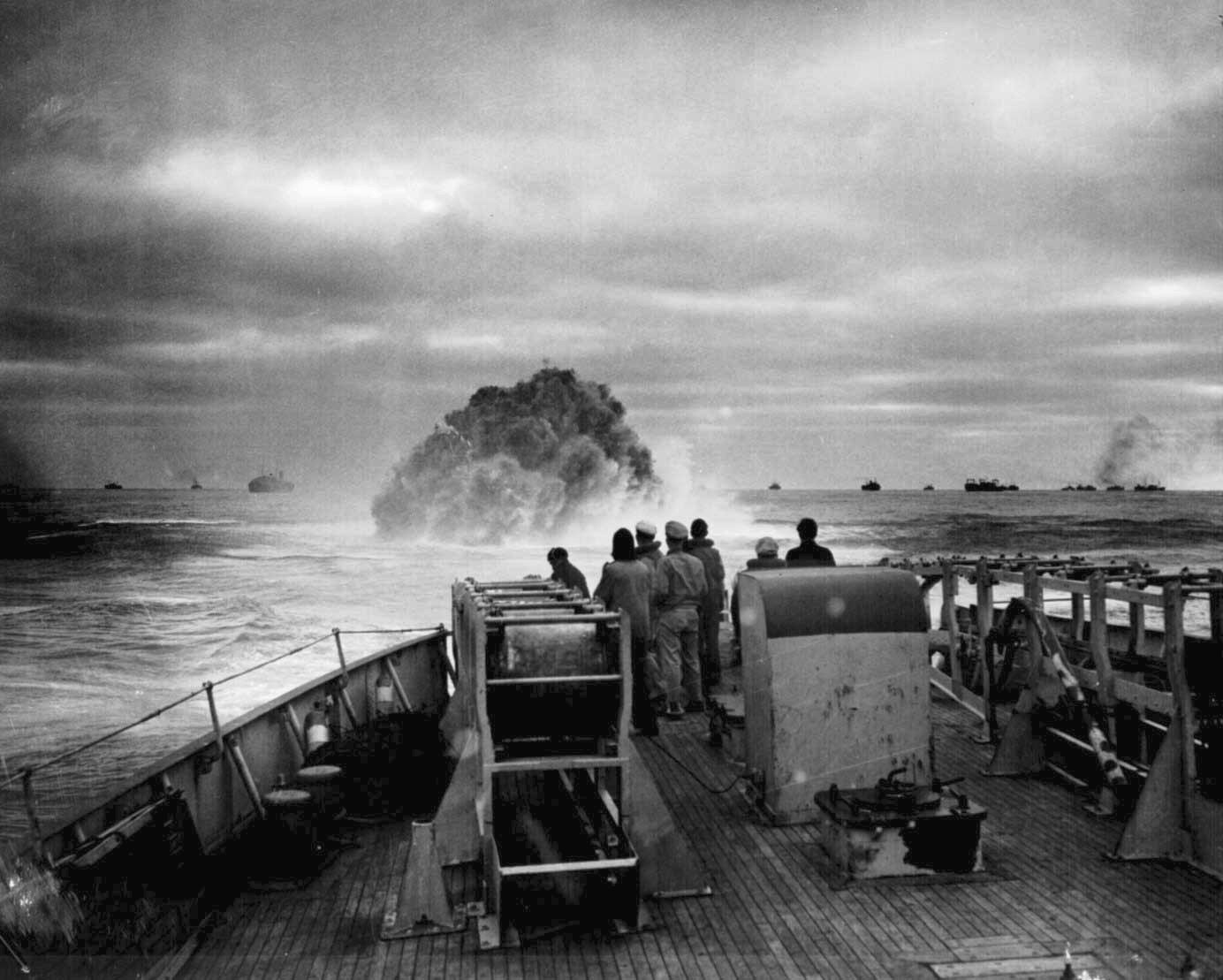
Tàu cutter USCGS Spencer đang thả mìn sâu tấn công U-175

Khi U-175 rời cảng Lorient vào ngày 10 tháng 4 cho chuyến tuần tra thứ ba, một số công việc sửa chữa vẫn chưa hoàn tất và công nhân xưởng tàu vẫn còn trên tàu để hoàn tất những công việc cuối cùng trên biển. Sau khi chia tay một tàu quét mìn và ba tàu săn ngầm hộ tống để di chuyển độc lập, trong những ngày tiếp theo, nó nhiều lần dò được tín hiệu radar đối phương và phải di chuyển ngầm để ẩn nấp. Nó đi đến Khoảng trống giữa Đại Tây Dương ngoài tầm hoạt động của máy bay tuần tra Đồng Minh vào ngày 15 tháng 4, cho phép nó đi trên mặt nước mà ít có khả năng bị phát hiện.
Sang ngày hôm sau, Bộ Tổng chỉ huy U-boat Đức chỉ thị cho U-175 tham gia tấn công Đoàn tàu HX-233, vốn đã rời Halifax và New York để đi sang Liverpool và bị tàu ngầm U-262 phát hiện. U-175 đi hết tốc độ trong suốt mười giờ, bắt gặp mục tiêu trước nữa đêm ngày 16 tháng 4. Báo cáo phát hiện của nó được chuyển tiếp cho các tàu ngầm U-382 và U-628, trong khi U-175 tìm cách đón đầu đoàn tàu đối phương để tổ chức tấn công. Bốn tàu U-boat khác: U-226, U-264 U-358 và U-614, cũng được huy động về phía mục tiêu này.
Đến sáng sớm ngày 17 tháng 4, U-628 phóng ngư lôi đánh chìm Fort Rampart, một tàu buôn thuộc Đoàn tàu HX-233. Ít lâu sau đó, tàu cutter USCGC Spencer của lực lượng Tuần duyên Hoa Kỳ do Trung tá Harold Berdine chỉ huy, tách khỏi đoàn tàu để hỗ trợ cho tàu corvette Canada HMCS Arvida trong hoạt động cứu vớt những người sống sót của Fort Rampart, và sau khi hoàn thành nhiệm vụ đã quay trở lại vị trí hộ tống cho đoàn tàu. Spencer đang di chuyển lên phía trước đoàn tàu khi nó phát hiện U-175 đang lặn ở độ sâu kính tiềm vọng chuẩn bị tấn công tàu chở dầu G Harrison Smith 11.752 GRT.  Bắt được tín hiệu sonar chiếc U-boat ở khoảng cách 5.000 yd (4,6 km), Spencer mở hết tốc độ hướng đến mục tiêu. Thiếu tá Bruns hạm trưởng U-175 nghe thấy âm thanh sonar tàu đối phương, nên ra lệnh lặn khẩn cấp, nhưng chỉ sau khi Spencer thả một loạt 11 quả mìn sâu, kích nổ bên trên và bên dưới chiếc tàu ngầm, khiến chiếc U-boat chúi mũi lặn sâu hơn. U-175 vừa kịp lấy lại thăng bằng khi Spencer tung ra lượt mìn sâu thứ hai, làm nứt lườn áp lực của chiếc tàu ngầm, phá hủy động cơ điện và hư hại một số ắc-quy, gây rò rỉ khí chlorine.

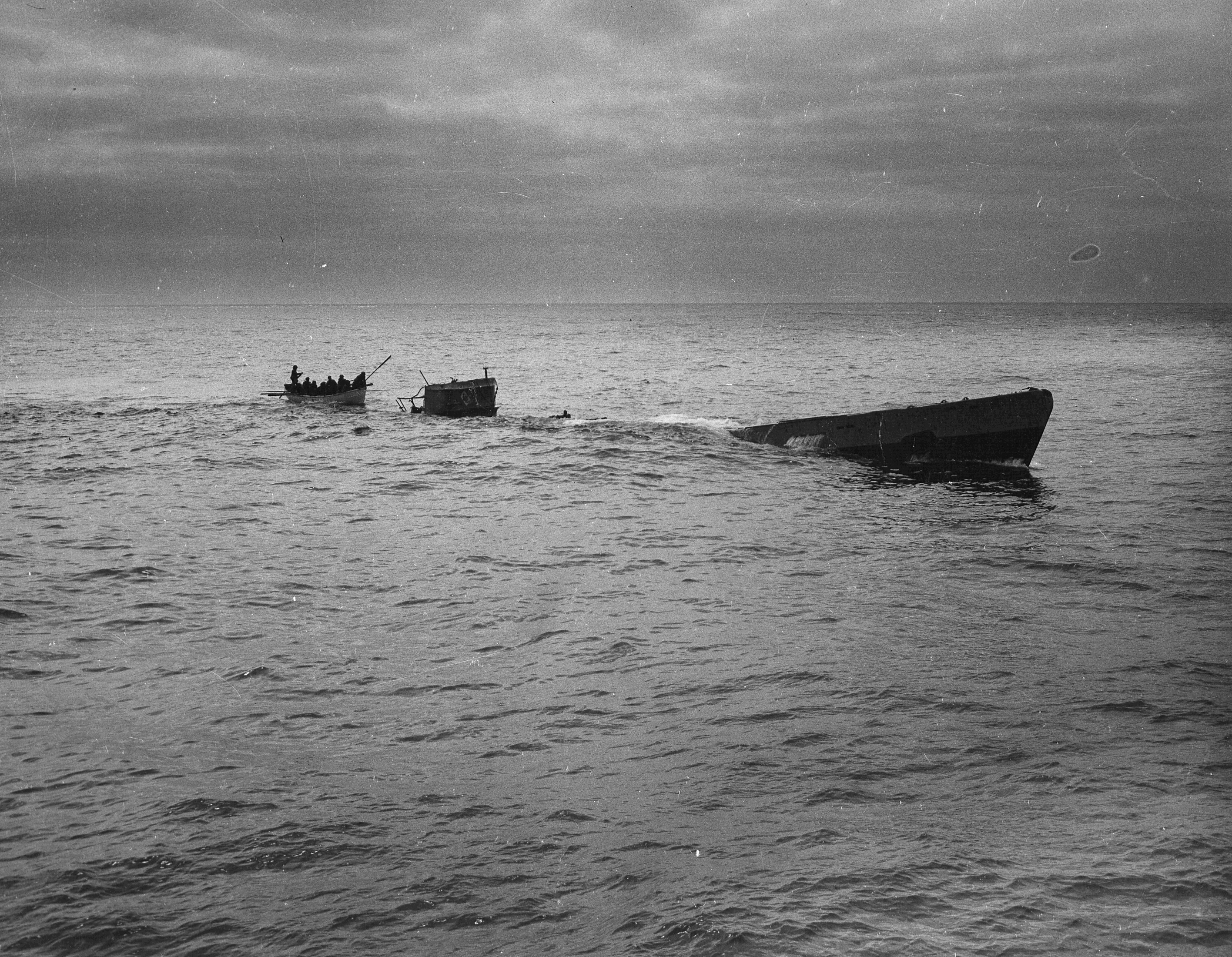
Xuồng của Tuần duyên Hoa Kỳ đang cứu những người sống sót của U-175

Vào lúc này Spencer có thêm một lượt tấn công nữa, rồi có sự trợ giúp của một tàu cutter tuần duyên khác, chiếc USCGC Duane; họ chờ đợi cho đến khi U-175 buộc phải trồi lên mặt nước. Trên U-175, sĩ quan trưởng phòng máy đã kịp thời đẩy nước ra khỏi các thùng dằn, giúp nó lấy lại thăng bằng, nhưng con tàu mất hoàn toàn liên lạc, và Thiếu tá Bruns hiểu rằng cơ hội duy nhất là phải trồi lên mặt nước. Khi U-175 xuất hiện, Spencer và Duane bắn vào mục tiêu bằng tất cả các cỡ pháo từ khoảng cách gần, trong khi Trung tá Berdine hạm trưởng Spencer dự định sẽ tiếp cận để húc vào đối phương. Nhưng Thiếu tá Bruns không có ý định chiến đấu đến cùng, và để tìm cách cứu sống thủy thủ đoàn dưới quyền, ông đi lên tháp chỉ huy để ra dấu hiệu muốn đầu hàng. Tuy nhiên, các thủy thủ tuần dương không nhận ra ngay ý định của phía Đức, tiếp tục dồn hỏa lực nhắm vào tháp chỉ huy của U-175, khiến Thiếu tá Bruns cùng một số người thiệt mạng, buộc những người còn lại phải ẩn nấp trong tàu. Trong trận chiến lộn xộn, hỏa lực trợ giúp từ một tàu buôn gần đó đã bắn nhầm trúng Spencer khiến một người tử trận và năm người bị thương.

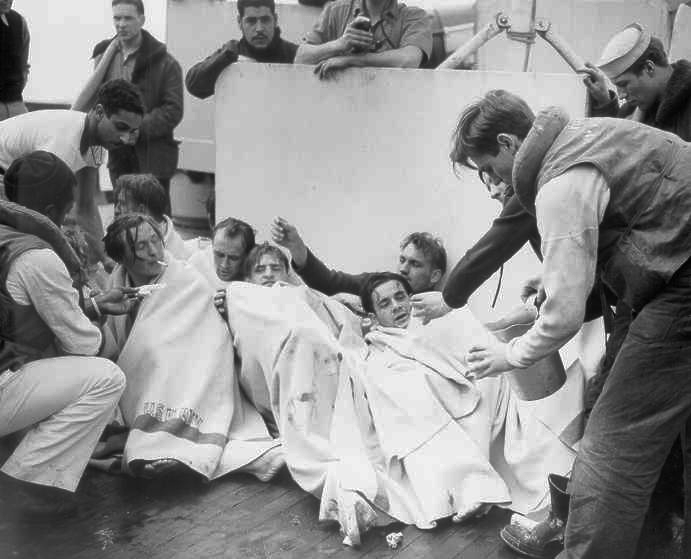
Những người sống sót, ngày 17 tháng 4, 1943

Vào lúc này Trung tá Berdine vẫn cho rằng đối thủ vẫn tiếp tục kháng cự, nên chuyển hướng Spencer nhằm húc vào đối thủ; tuy nhiên Trung tá Paul Heineman, chỉ huy lực lượng hộ tống đoàn tàu, đã ngăn cản và thay vào đó cho một đội đổ bộ đi sang chiếc tàu ngầm. Trong khi các thủy thủ Đức còn sống sót bỏ tàu nhảy xuống biển, đội đổ bộ của Spencer tìm cách xâm nhập chiếc tàu ngầm để tìm người sống sót và tịch thu tài liệu, nhưng phải nhanh chóng rút lui vì chiếc U-boat đang chìm nhanh chóng, nên không thu lượm được tài liệu nào. U-175 cuối cùng đắm ở vị trí về phía Tây Nam Ireland, tại tọa độ 47°53′B 22°04′T / 47,883°B 22,067°T. Trong tổng số 54 thành viên thủy thủ của U-175, 13 người đã tử trận, 19 người được cứu bởi Spencer và 22 người khác được Duane vớt lên và bị bắt làm tù binh chiến tranh.
Trong khi đó cuộc chiến đấu của đoàn tàu vận tải vẫn tiếp diễn. U-382, U-226 và U-264 bị hư hại nặng cho trận chiến diễn ra sau đó, trong khi phía Đồng Minh tăng cường thêm lực lượng hải quân hộ tống chung quanh Đoàn tàu HX-233 và bổ sung thêm máy bay hỗ trợ trên không. Cuối cùng vào ngày 18 tháng 4, Bộ Tổng chỉ huy U-boat Đức ra lệnh hủy bỏ các cuộc tấn công; Đoàn tàu HX-233 đi đến Liverpool vào ngày 21 tháng 4, chỉ tổn thất một tàu buôn trong tổng số 57 chiếc.

### "Bầy sói" tham gia
U-175 từng tham gia một bầy sói:
- Aufnahme (15 – 17 tháng 4, 1943)

### Tóm tắt chiến công
U-175 đã đánh chìm được mười tàu buôn với tổng tải trọng 40.619 GRT:
| Ngày             | Tên tàu             | Quốc tịch      | Tải trọng | Số phận      |
| ---------------- | ------------------- | -------------- | --------- | ------------ |
| 18 tháng 9, 1942 | Norfolk             | Canada         | 1.901     | Bị đánh chìm |
| 21 tháng 9, 1942 | Predsednik Kopajtic | Yugoslavia     | 1.798     | Bị đánh chìm |
| 24 tháng 9, 1942 | West Chetac         | United States  | 5.627     | Bị đánh chìm |
| 26 tháng 9, 1942 | Tambour             | Panama         | 1.827     | Bị đánh chìm |
| 28 tháng 9, 1942 | Alcoa Mariner       | United States  | 5.590     | Bị đánh chìm |
| 1 tháng 10, 1942 | Empire Tennyson     | United Kingdom | 2.880     | Bị đánh chìm |
| 2 tháng 10, 1942 | Aneroid             | Panama         | 5.074     | Bị đánh chìm |
| 4 tháng 10, 1942 | Caribstar           | United States  | 2.592     | Bị đánh chìm |
| 5 tháng 10, 1942 | William A. McKenney | United States  | 6.153     | Bị đánh chìm |
| 23 tháng 1, 1943 | Benjamin Smith      | United States  | 7.177     | Bị đánh chìm |